# Lukas Raeder
Lukas Raeder (Zürich, 30. prosinca 1993.) bivši je njemački nogometaš koji je igrao na poziciji vratara.

## Klupska karijera

### Početci
Karijeru je započeo u gradskom klubu Essener SV odakle ga je put vodio do ESC Rellinghausen 06, MSV Duisburg, Rot-Weiss Essen i Schalke 04.

### FC Bayerna München
Dana 1. srpnja 2012. godine prešao je u redove njemačkog prvoligaša FC Bayern Münchena.
Prvi službeni nastup za FC Bayern München imao je u utakmici Bundeslige protiv  Borussie Dortmund.

### Vitória Futebol Clube (Setúbal)
Dana 7. srpnja 2014. godine potpisao je ugovor s portugalskim prvoligašem Vitória Futebol Clube (Setúbal).

## Priznanja
- Bundesliga: 2012./13., 2013./14.
- DFB-Pokal: 2012./13., 2013./14.
- UEFA Liga prvaka:  2013./14.
- UEFA Superkup:  2013./14.
- FIFA Svjetsko klupsko prvenstvo: 2013.

## Vanjske poveznice
- Transfermarkt.com Profile